# Епархия Ковингтона

Герб епархии Ковингтона

Епархия Ковингтона (лат. Dioecesis Covingtonensis) — епархия Римско-Католической церкви с центром в городе Ковингтон, штат Кентукки, США. Епархия Ковингтона входит в митрополию Луисвилла. Кафедральным собором епархии Ковингтона является Собор Успения Пресвятой Девы Марии.

## История
29 июля 1853 Святой Престол учредил епархию Ковингтона, выделив её из епархии Луисвилла и причислив к митрополии Цинциннати.
10 декабря 1937 года епархия Ковингтона передала часть своей территории архиепархии Луисвилла. 14 января 1988 года епархия Ковингтона передала часть своей территории новой епархии Лексингтона.

## Ординарии епархии
- епископ Джордж Алоизиус Каррелл[англ.] (23.07.1853 — 25.09.1868)
- епископ Август Тёббе[англ.] (24.09.1869 — 02.05.1884)
- епископ Камиллус Пол Мэйс[англ.] (01.10.1884 — 11.05.1915)
- епископ Фердинанд Броссарт[англ.] (29.11.1915 — 12.03.1923)
- епископ Фрэнсис Уильям Говард[англ.] (26.03.1923 — 18.01.1944)
- епископ Уильям Теодор Маллой[англ.] (18.11.1944 — 01.06.1959)
- епископ Ричард Генри Акерман[англ.] (04.04.1960 — 28.11.1978)
- епископ Уильям Энтони Хьюс[англ.] (13.04.1979 — 04.07.1995)
- епископ Роберт Уильям Мюнх[англ.] (05.01.1996 — 15.12.2001) — назначен епископом Батон-Ружа
- епископ Роджер Джозеф Фойс[англ.] (31.05.2002 — 13.07.2021)
- епископ Джон Кëртис Айфферт[англ.] (с 13.07.2021)

## Источник
- Annuario Pontificio, Libreria Editrice Vaticana, Città del Vaticano, 2003, ISBN 88-209-7422-3